# Shatib
Shatib (tiếng Ả Rập: شطيب) là một ngôi làng Syria nằm ở Al-Tamanah Nahiyah ở huyện Maarrat al-Nu'man, Idlib. Theo Cục Thống kê Trung ương Syria (CBS), Shatib có dân số 79 người trong cuộc điều tra dân số năm 2004.